# マーガリタ・アームストロング＝ジョーンズ
マーガリタ・アームストロング＝ジョーンズ（英語: Margarita Armstrong-Jones, 2002年5月14日 - ）は、イギリス国王ジョージ6世の曾孫。

## 経歴
スノードン伯爵デイヴィッド・アームストロング＝ジョーンズとその妻セレナとの間の長女として生まれる。個人名のうち、Margaritaは出生の3か月前に薨去した祖母のマーガレット王女から、Elizabethは2か月前に崩御した曾祖母のエリザベス王太后から、Alleyneは母セレナのミドルネームからそれぞれ採られた。父デイヴィッドに対する雑誌インタビューによると、Roseの名は兄のチャールズが選んだという。
2011年4月29日、ウェストミンスター寺院で執り行われた又従兄ウィリアム王子の婚礼において、マーガリタは新婦キャサリン・ミドルトンの付添人の一人として参加した。
チェルシーの私立学校ガーデンハウス・スクールに通った後、現在はアスコットのセント・メアリーズ・スクールに在学している。
父デイヴィッドが女王エリザベス2世の甥であるため、マーガリタはイギリス王位継承順位では27番目にあたる。